# Centrale de Sasan
 (mai 2023).
Si vous disposez d'ouvrages ou d'articles de référence ou si vous connaissez des sites web de qualité traitant du thème abordé ici, merci de compléter l'article en donnant les références utiles à sa vérifiabilité et en les liant à la section « Notes et références ».
La centrale de Sasan est une centrale thermique en construction alimentée au charbon dans l'état indien du Madhya Pradesh.